# Bonte valkmot
De bonte valkmot (Evergestis pallidata) is een vlinder uit de familie grasmotten (Crambidae). De spanwijdte van de vlinder bedraagt tussen de 24 en 29 millimeter. De soort komt verspreid over Europa, Noord-Amerika en Noord-Azië voor. De soort overwintert als rups.

## Waardplanten
De bonte valkmot heeft soorten uit de kruisbloemenfamilie als waardplanten, met name gewoon barbarakruid.

## Voorkomen in Nederland en België
De bonte valkmot is in Nederland en in België een vrij algemene soort. De soort kent één generatie die vliegt van juni tot september.